# Suriname International 2010
Die Suriname International 2010 im Badminton fanden vom 18. bis zum 21. November 2010 in Paramaribo statt.

## Sieger und Platzierte
| Disziplin    | Gold                                  | Silber                                     | Bronze                                 |
| ------------ | ------------------------------------- | ------------------------------------------ | -------------------------------------- |
| Herreneinzel | Kevin Cordón                          | Abdul Aditya                               | Bruno Monteverde                       |
| Herreneinzel | Kevin Cordón                          | Abdul Aditya                               | Misha Zilberman                        |
| Dameneinzel  | Cristina Aicardi                      | Alejandra Monteverde                       | Crystal Leefmans                       |
| Dameneinzel  | Cristina Aicardi                      | Alejandra Monteverde                       | Mireille van Daal                      |
| Herrendoppel | Kevin Cordón Rodolfo Ramírez          | Virgil Soeroredjo Mitchel Wongsodikromo    | Jair Liew Sjoren Opti                  |
| Herrendoppel | Kevin Cordón Rodolfo Ramírez          | Virgil Soeroredjo Mitchel Wongsodikromo    | Oscar Brandon Redon Coulor             |
| Damendoppel  | Cristina Aicardi Alejandra Monteverde | Danielle Melchiot Priscille Tjitrodipo     | Arantxa Ilahibaks Quennie Pawirosemito |
| Damendoppel  | Cristina Aicardi Alejandra Monteverde | Danielle Melchiot Priscille Tjitrodipo     | Rugshaar Ishaak Crystal Leefmans       |
| Mixed        | Virgil Soeroredjo Mireille van Daal   | Mitchel Wongsodikromo Priscille Tjitrodipo | Dylan Darmohoetomo Crystal Leefmans    |
| Mixed        | Virgil Soeroredjo Mireille van Daal   | Mitchel Wongsodikromo Priscille Tjitrodipo | Redon Coulor Rugshaar Ishaak           |

## Finalergebnisse
| Disziplin    | Sieger                                | Finalist                                  | Ergebnis     |
| ------------ | ------------------------------------- | ----------------------------------------- | ------------ |
| Herreneinzel | Kevin Cordón                          | Abdul Aditya                              | 23:21, 21:9  |
| Dameneinzel  | Cristina Aicardi                      | Alejandra Monteverde                      | 21:19, 21:13 |
| Herrendoppel | Kevin Cordón Rodolfo Ramírez          | Mitchel Wongsodikromo Virgil Soeroredjo   | 21:14, 21:16 |
| Damendoppel  | Cristina Aicardi Alejandra Monteverde | Danielle Melchiot Priscila Tjitrodipo     | 21:9, 21:13  |
| Mixed        | Virgil Soeroredjo Mireille van Daal   | Mitchel Wongsodikromo Priscila Tjitrodipo | 21:8, 21:10  |